# Roztomilý člověk
Roztomilý člověk je česká filmová komedie, natočená v roce 1941 režisérem Martinem Fričem na motivy románu F. X. Svobody Kašpárek.
Oldřich Nový je nepolepšitelný vtipálek, který rád šíří fámy o svých přátelích. Nataša Gollová je mu však více než rovnocennou partnerkou.